# Bidagalu, Heggadadevankote
Bidagalu là một làng thuộc tehsil Heggadadevankote, huyện Mysore, bang Karnataka, Ấn Độ.